# Dognecea
Dognecea là một xã thuộc hạt Caraș-Severin, România. Dân số thời điểm năm 2002 là 2053 người.